# Wasted
Wasted is een single van de Nederlandse dj Tiësto met de Amerikaanse zanger Matthew Koma uit 2014. Het is de achtste track op het album A Town Called Paradise van Tiësto uit 2014.

## Achtergrond
Wasted is geschreven door Tiësto, Nick Audino, Lewis Hughes en Matthew Koma en geproduceerd door Tiësto, Matthew Koma en Disco Fries. Het lied is voor Tiësto een uitstap vanuit de trance naar meer "pop"-achtige muziek. Het nummer was in vele landen een kleine hit, en had het meeste succes in het Verenigd Koningrijk met een derde plaats en in Zweden met een vijfde plaats. Waar het in Nederland ook een redelijke hit was met de negende plaats in de Top 40, haalde het in België de hitlijsten niet. Het nummer werd gebruikt voor de film 22 Jump Street.